# Schuckmann (Familienname)

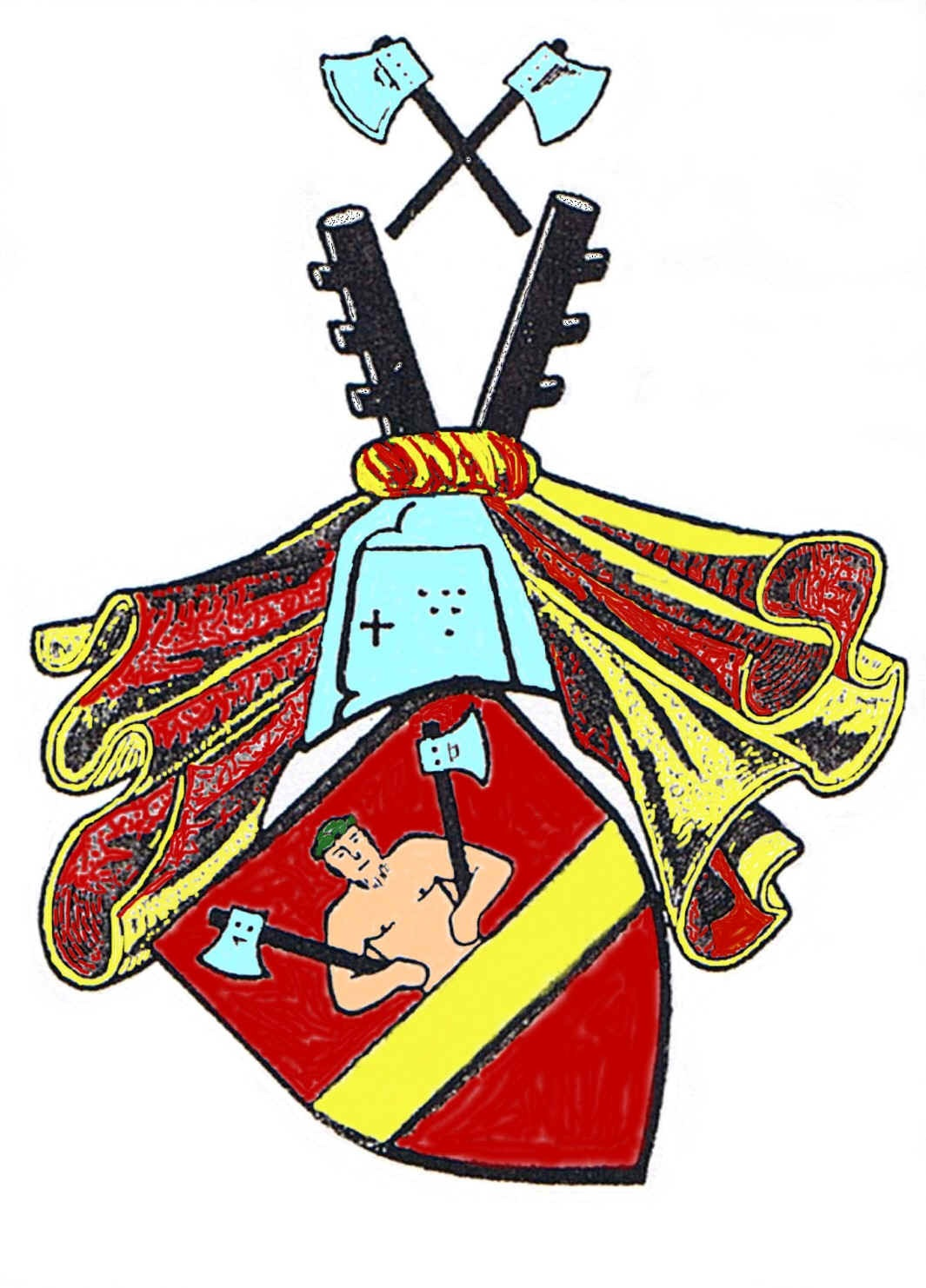
Dieses Wappen von 1641 wurde ursprünglich von dem Senator und Ratsherrn Hugo Schuckmann in Lübeck geführt.

Schuckmann bzw. Schuppmann ist ein deutscher Familienname, der auch „Schockmann“ geschrieben wurde und als Angehöriger der Familie Scho(u)cke typisiert wird, deren Ursprung in Westfalen lag.

## Herkunft
Mittelalterliche Dokumente liefern Nachweise, dass sich der Name „Schuckmann“ ursprünglich aus „Schocke, Schucke“ entwickelte und später „Schupmann“ geschrieben wurde. Hieraus evolvierte die Namensform „Schuppmann“. Mitte des 13. Jahrhunderts finden sich parallel beide Bezeichnungen „Schucke“ und „Schuckmann“ und zu Beginn des 16. Jahrhunderts werden die Namensformen „Schuckmann“, „Schupmann“ sowie „Schuppmann“ wechselweise vertauscht. Nebenher haben sich weitere ähnliche ‚Varianten‘ wie „Schogmann“, „Schockmann“, „Schopmann“, „Schubmann“, „Schugmann“, „Schukmann“ ausgeprägt.

### Die ersten Schucke/Schockmann/Schuckmann/Schupmann
- 1154: Erster bekannter Namensträger ist der Ministerialis Everhard Scukke im Münsterland, Westfalen.[2]
- 1242: Der erste „Schuckman“ taucht in Köln als Henricus Scuckeman auf.[3]
- 1323: „Johan Schockeman“ in Braunschweig: „Johan Schockeman hevet in Hennighes hus bi der Sutmolen (Südmühlen) seven verdinghe geldes alle jar. de mach he wederkoepen tho dren thiden, jo ene halve march vor achte march unde dre verdinghe vor twelfh march.“ (Aus dem ältesten Degedingebuch der Altstadt)[4]
- 1365: Wylloys Schucke, am 16. August 1365 als Zeuge beim Verkauf eines Zehnten in der Region Germerode erwähnt.[5]
- 1378: „Wescelo Scuckeman“ wird in Osnabrück erwähnt.[6]

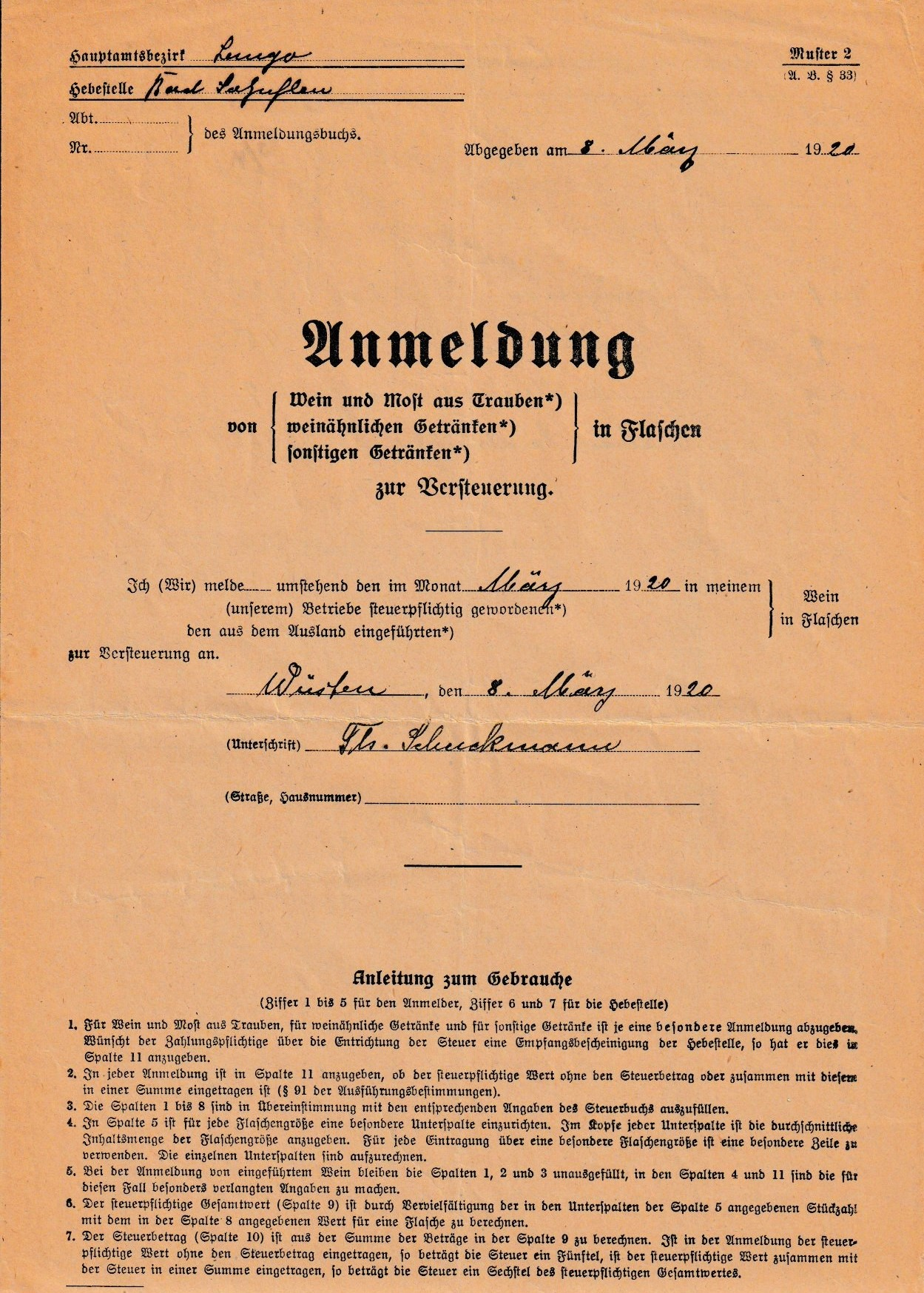
„Anmeldung von Wein und Most aus Trauben in Flaschen zur Versteuerung“ durch Theodor Schuckmann, Inhaber des Wüstener Krugs (1910).

- 1398: Seither werden in der Region von Wüsten (Bad Salzuflen) Angehörige der Schuckmann genannt, z. B. der Meier Schuckmann vom „Schuckmanns Hof“ respektive „Schupmanns Hof“.[7]
- ab 1451: Herman Schockman, auch: Hermen Schuckeman: im Bürgerbuch Bremen erwähnt, 1453: Freischöffe von Cappel vor der Stadt Lippe.[8]
- 1476: „Hans Schupman“, Brauer in Riga.[9][10]
- 1486: Im Stift Langenhorst, Ochtrup, Schöppingen, in der Bauerschaft Tinge, werden Dirk Schockman und seine Brüder erwähnt, die auf das Erbe „Schockman“ (später: Schückinghove) im Kirchspiel Schöppingen verzichten.[11]
- 1496: Ab diesem Jahr sind Mitglieder der Familie „Schuckmann“ (Besitzer der Meier-Familie: Jost Schuckmann) vom Gut „Schuckenhof“ bekannt, das früher zum Amtsmeiergut Barkhausen gehörte (heute Schuckenbaum, Gemeinde Leopoldshöhe).[12] Vom Schuckenhof stammt der weiter unten genannte Abt Heinrich Schuckmann.
- Um 1497: Seither wird ein Hof „Zykman (Schukman)“ im Amt Barkhausen (Oerlinghausen) erwähnt.[13]
- 1500/1505 wird im Verzeichnis von Freien im Amt Barkhausen genannt: Hermann Schuckmann und sin fruwe.[13]

### Schockmann/Schuckmann aus Lippe
Die unmittelbare Reichweite, die benachbarte Kolonisation sowie die Namens-Analogien liefern Indizien dafür, dass nachstehende „Schockmann/Schuckmann“ aus der Lippe-Region einen gemeinsamen Ausgangspunkt und/oder einen kollektiven Vorfahren haben dürften:
- Hermann Schockmann, 1453 Freischöffe am Freistuhl zu Cappel (Lippstadt).
- Hermann Schuckmann, erwähnt 1500/05 in einem Verzeichnis von Freien des Amtes Barkhausen, der in den „Schuckenhof“ einheiratete.
- Heinrich Schuckmann, * 1496 in Schuckenhof, der spätere Abt in Ammensleben.
- Johann Schockmann (Schuckmann), geboren in Paderborn, 1540–1576 Ratsherr in Vlotho.
- Henrich Schockmann, 1544 bei einem Rentenkauf in Lemgo erwähnt. Hermann Schockmann, 1569 Bürger in Lemgo.
- Jost Schuckmann, 1589 Meier in Schuckenhof. Direkter Nachkomme:
- Caspar Schuckmann, 1619 in Schuckenhof.

### Schocke / Schucke
Abgesehen vom Schuckenhof im Amt Barkhausen/Oerlinghausen, deren Besitzer originär „Schuckmann“ waren, existierte ein Schuckmannshof östlich von Hoetmar im Münsterland, deren Besitzer die „Schocke/Schucke“ waren. Offensichtlich stammen die Besitzer beider Höfe aus derselben Sippe.
- Um 1250 werden die Schocke im Raum Sendenhorst sesshaft.
- 1259/60 werden sie als Besitzer vom Schockemanshove erwähnt.
- 1327 verwendet Richter Conrad Schocke (Scoke) jun. in Sendenhorst sein eigenes Siegel,[17] es lässt eine Verknüpfung zu den Schocke aus Osnabrück erkennen, die ab
- 1385 in Osnabrück mit dem gleichen Siegel wie die Schocke aus Sendenhorst fungieren.[18]

Der ab 1344 in Osnabrück genannte Stadtrichter Johannes Scoke (Schoke) führte das ritterliche Stammwappen von 1347. Hierdurch wird nicht nur die verwandtschaftliche Verbindung der Schocke aus Sendenhorst mit den Schocke in Osnabrück bewiesen, sondern auch eine Provenienz der Schocke aus Osnabrück sowie der Schocke aus Sendenhorst von den Rittern „Scoke“ aus Westfalen indiziert.
Im 14. Jahrhundert findet im Kirchspiel von Freckenhorst, Hoetmar, in einem Geldpachtregister das „Gut Schopmann, tor Schoppen“, in der Bauerschaft Hagen, Erwähnung.
Zusätzlich zu
1. dem Schuckenhof von Leopoldshöhe und
2. dem Schockmanshove (Scokinchove oder Schockinghof) von Sendenhorst

standen weitere Ansiedlungen mit dem Namen „Schocke/Schuckmann“ in Verbindung:
1. Der Schuckmannshof in Wüsten (Bad Salzuflen),[21]
2. Der Schuckmannshof in Rüssel bei Ankum-Bersenbrück,[22]
3. Schuckenbrock bei Aschendorf/Ems
4. Schockenmühle bei Ulenburg, dessen Besitzer einst der famulus Conradus Schocke[17] war. (Siehe: Stift Quernheim)
5. Schuckenberg bei Milte, deren Familien-Mitglieder sowie deren Gut wurden als Schuckmen’s oder Schupmen’s bezeichnet.[23]

## Namensbedeutung
Zur Entstehung des Namens „Schuppmann“ (Schuckmann) gibt es aufgrund der Vorsilben „schok“, „schock“, „schoke“, „schocke“ mehrere Definitions-Möglichkeiten:
Beruf oder Gewohnheit:
1. Schuh – mann. „Schuchmann, Schuckmann“: siehe Schuhmann. „Schuhmann“: ahd. schuohman, der „Schuchmacher“. FN Schuhmann, gewöhnlicher Schumann, in älterer F. Schuchmann; Schuckmann. Niederd. Schomann.[24]
2. Schock(e)(mann) oder Schuckmann als Steuererheber, Sammler und Einforderer des Zehnt-Schocken. (beschocken = besteuern)[25] Schock (obd.) = mhd.: „Haufen“, auch: „60 Stück“; bäuerliche Übernahme, von der Abgabepflicht.[26] „Schocken“ in Bezug auf gutes Getreide und die Abgabepflicht.[27]
3. „schok“ = altes Sumpfwort, bezieht sich auf eine nasse Gegend.[28] „Schockemühle“ (Westf.): „schok“ ist altes Sumpfwort.[26]
4. Schocke(mann) (Spottname, infolge großer Füße oder Schocken oder wegen markanter Schuhe = Schocke, Schuch)(lt. Bahlow: schocken = Füße, Beine). Zu „schoke“ = mhd. und ndd. in Bezug auf Schenkel, Ferse, Beine; mundartl. westf.: Bein.[29] Mundartl. westf. schocken = Bein.[26] Auf die Bedeutungsvariante Schocken = Beine wird in der Geschichte von Sendenhorst hingewiesen.[30]

Besitzhinweis:
Schocke- (Schucke-) man aus dem „Haus der Schucke“, wobei sich die Endsilbe „man“ auf das Haus oder den Hof beziehen kann.
Einzelbenennung:
Schuckemann im Sinne eines Angehörigen der Familie Schocke (Schucke). Mnd.: „schoke“ (Familienname Schocke). Lambert Schoke 1260 (Westf.), Ritter; dom. Nic. Schocke 1406 Hamburg (1300 Lübeck), Joh. Schocke 1290 Stralsund; Die Namensentstehung von „Schuckmann / Schuppmann“ hängt am ehesten wohl mit der Einzelbenennung zusammen.
Der Scho(u)ckemann wird resultierend als Angehöriger der Familie Scho(u)cke charakterisiert.

Aufgrund des kausalen Zusammenhangs mit dem 1154 im Münsterland auftretenden Rittergeschlecht der Scukke/Scocke (gleiche Wappenstruktur wie Schuckmann) - das Wappen „Schocke/Schucke“ hat sich als Vorläufer des Wappens der „Schuckmann“ erwiesen - ist diese Auffassung zu präferieren.
Das identische Wappen ist Indiz für den Ursprungsnamen „Schocke/Schucke“, der sukzessiv zu „Schuckmann“ bzw. „Schuppmann“ mutierte. Ein solcher Wandel ist nicht überall und durchgängig erfolgt, denn die daraus evolvierten verschiedenen Namensformen bestehen noch.

In der Familiengeschichtsforschung lässt sich in zahlreichen Ahnenlinien der Name
„Schu(p)pmann“ apodiktisch als aus „Schuckmann“ bzw. „Schocke/Schucke“ entstanden nachweisen.

## Varianten und Verbreitung
Die ursprünglich vorwiegend aus „Scukke“ herausgebildeten wesentlichen Namensvariationen:
Schabmann, Schapmann, Schappmann, Schocke, Schockemann, Schocken, Schockman, Schockmann, Schöpmann, Schoepmann, Schogmann, Schoke, Schoken, Schokmann, Schopman, Schopmann, Schoppmann, Schubmann, Schubbmann, Schuchmann, Schucke, Schuckman, Schuckmann, Schuckmen, Schucmanni, Schueckman, Schueckmann, Schuegmann, Schuekmann, Schuepmann, Schüpmann, Schüppmann, Schugmann, Schuggmann, Schukman, Schupman, Schupmann, Schuppmann, Schupmen, Scocke, Scoke, Scokke, Scucke, Scucman, Scucmani, Scuckeman, Scuckman, Scuckmann, Scuke, Scukke, Shukmann, Shupman, Skoke, Skokke, Zschokke, Zucman, Zucmann, Zucmanni.
Von diesen Variationen sind in Deutschland laut Telefonbuch und Verbreitungskarten 2009 folgende Namen disponibel (Anzahl):
| Namensträger           | Telefonbuch | Geogen | hochgerechnet |
| ---------------------- | ----------- | ------ | ------------- |
| Schapmann              | 79          | 62     | 160           |
| Schappmann             | 8           | 9      | 24            |
| Schocke                | 124         | 132    | 352           |
| Schockmann             | 73          | 71     | 184           |
| Schoke                 | 78          | 82     | 216           |
| Schopmann              | 22          | 21     | 56            |
| Schoppmann             | 276         | 327    | 872           |
| Schöpmann              | 1           | 3      |               |
| Schubmann              | 53          | 53     | 136           |
| Schuchmann             | 559         | 581    | 1544          |
| Schuckmann             | 216         | 198    | 528           |
| Schugmann              | 13          | 8      | 16            |
| Schukmann              | 22          | 17     | 40            |
| Schupmann              | 34          | 38     | 96            |
| Schüpmann (Schuepmann) | 14          | 13     | 32            |
| Schuppmann             | 23          | 26     | 64            |
| Schüppmann             |             | 1      |               |
| Shukmann               |             | 1      |               |
| von Schuckmann         | 27          |        |               |

## Wappen

### Die ritterlichen Scoke
Es zeigt das Wappen des Stadtrichters Johannes Schocke (oder Schucke) in Osnabrück, dort 1347, 1349 und 1350 erwähnt.
Die Scoke waren zuerst im Münsterland angesiedelt und später im Stift Osnabrück. Everhard Scukke folgten Heinricus (1229 miles), Wilhelmus (1209 miles) und Volquinus (1216) Scoke.
Das Wappen ziert zwei pfahlweise gestellte Äste, wobei jeder Ast nach außen mit drei gestümmelten Zweigen versehen ist. In der Heraldik deutet ein Ast im figurativen Sinne auf Ursprung und Abstammung hin, und ein Zweig signalisiert die weitere Verwandtschaftsverzweigung. Hintergrund bei der originären Auswahl der beiden Äste für das Blason war höchstwahrscheinlich die Intention, zwei aus einem gemeinsamen Stamm entspringende „Scoke“-Linien mit jeweils drei Abzweigungen in der Generation zu illustrieren.
Die Scoke aus dem Bistum Verden, deren drei Gebrüder Cluving (Clüver), Scocko (Schucke) und Slepegrellen (Schlepegrell) Nachfahren von Hildemarus de Othendorpe waren, führten in ihrem Wappen eine Bärentatze, die auch im Wappen der Stadt Achim enthalten ist.

### Die bürgerlichen Schuckmann
Das Wappen ist in der Marienkirche (Lübeck) auf dem Grabstein des Senators und Ratsherrn Hugo Schuckmann zu finden gewesen, * 1611 in Osnabrück, 1641 Bürger von Lübeck. In der Kirche zu Mariendrebber (Drebber) befand sich ebenfalls einst dieses Wappen auf dem Grabstein von Pastor Georg Schuckmann, * 1651 in Osnabrück, † 15. Oktober 1714 in Drebber, 1687 bis 1714 Pastor in Mariendrebber.
Aus welchen Gründen bei dem Wappen nur die Helmzier behalten, die Äste im Wappenschild jedoch durch einen Beil tragenden Mann in rotem Feld ersetzt und der Goldgrund des alten Wappens nur in der verkümmerten Form eines goldenen Balkens beibehalten wurde, ist nicht überliefert. Möglicherweise wollte man damit bei der Wappen-Modifizierung auf die richterliche Funktion der Scoke aus Sendenhorst und Osnabrück hinweisen, da Beile – wie die Fasces bei den Römern – auf richterliche Würde als Rechtssymbole über Leben und Tod hindeuten.
Allerdings wird der genealogische Zusammenhang bei einem Vergleich der Wappen „Scoke“ und „Schuckmann“ deutlich. Charakteristisch sind jeweils die schwarzen Äste mit gestümmelten Zweigen.
Die Eindeutigkeit einer Verknüpfung zwischen dem ritterlichen Stammwappen und dem bürgerlichen Wappen lässt sich aus der Blasonierung ableiten. Das Wappen der Schucke präsentiert sich als Vorläufer des Wappens der Schuckmann, wenngleich die Gestaltung des Schildes der „Schuckmann“ etwas anders war als die der „Schocke“.
Die bürgerlichen Schuckmann in Osnabrück haben indes die Helmzier von den Schocke übernommen, eine Wappenführung des ritterlichen Wappens war aber aus zwei Gründen offenkundig nicht möglich: 1. es war bereits anerkannt, 2. infolge einer Änderung ihres sozialen Status vom Ritter zum Bürger wollten sie es offenbar nicht führen.
Die Übernahme eines Wappensegments und der Zimir allerdings belegt, dass die Osnabrücker „Schuckmann“ von der Verwandtschaft mit den „Schocke“ Kenntnis besaßen und durch die Wappenkreation die Abstammung vom Geschlecht der westfälischen ritterlichen „Schocke“ dokumentieren wollten.

### Die adligen von Schuckmann
Nobilitierung
Das aus Westfalen stammende Geschlecht Schuckmann breitete sich auch nach Mecklenburg und Preußen aus und erwarb dort Grundbesitz. Die Stammreihe beginnt mit dem vor 1557 in Osnabrück geborenen Hermann Schuckmann. Der Reichsadelsstand wurde der Familie am 7. April 1732 zu Wien in den Personen der Gebrüder Hermann Albrecht Schuckmann auf Mölln (Königlich-schwedischer Appellations-Rat und Herzoglich-mecklenburgischer Assessor beim schwedischen Ober-Tribunal in Wismar und Hofrat), Leonhard Heinrich Schuckmann auf Kargow und Schwastorf, Domherr des Stiftes Havelberg und Johann Friedrich Christof Schuckmann, Kanonikus des Stiftes Havelberg, verliehen.
Gustav Dietrich von Schuckmann auf Schwastorf (1731–1784) begründete über seinen Sohn Friedrich (1768–1839) die Linien zu Kargow, Schwastorf, Marienfelde, Gottesgabe, Mersine (Schlesien) und Viecheln sowie über seinen Sohn Heinrich (1773–1830) die Linien zu Klockow und Rohrbeck (Kreis Arnswalde). Ende des 19. Jahrhunderts kam im gleichen Landkreis, der zuerst Brandenburg angehörte, dann zu Pommern kam, noch das Gut Raakow hinzu.
In die Mecklenburgische Ritterschaft wurden den Herren von Schuckmann am 18. März 1833 auf dem Landtag zu Malchin aufgenommen.
Leonhard Heinrichs Enkel Friedrich von Schuckmann (1755–1834) wurde preußischer Innenminister, dessen spätere Frau Henriette von Schuckmann (1769–1799) erlangte Bekanntheit durch einen Heiratsantrag Goethes.
Am 1. April 1833 wurde Julie Marie Sophie von Schuckmann auf Schwastorf als erste Tochter zur Aufnahme in das adeligen Damenstift im Kloster Dobbertin eingeschrieben. Im Einschreibebuch des Klosters Dobbertin befinden sich noch weitere 21 Eintragungen von Töchtern der Familie von Schuckmann von 1833–1903 aus Kargow, Wendorf, Gottesgabe (bei Schwerin) und Mölln. Auf dem Klosterfriedhof Dobbertin befinden sich noch die Grabstätten der Konventualinnen Nr. 1277 Auguste von Schuckmann und Nr. 1504 Luise von Schuckmann.

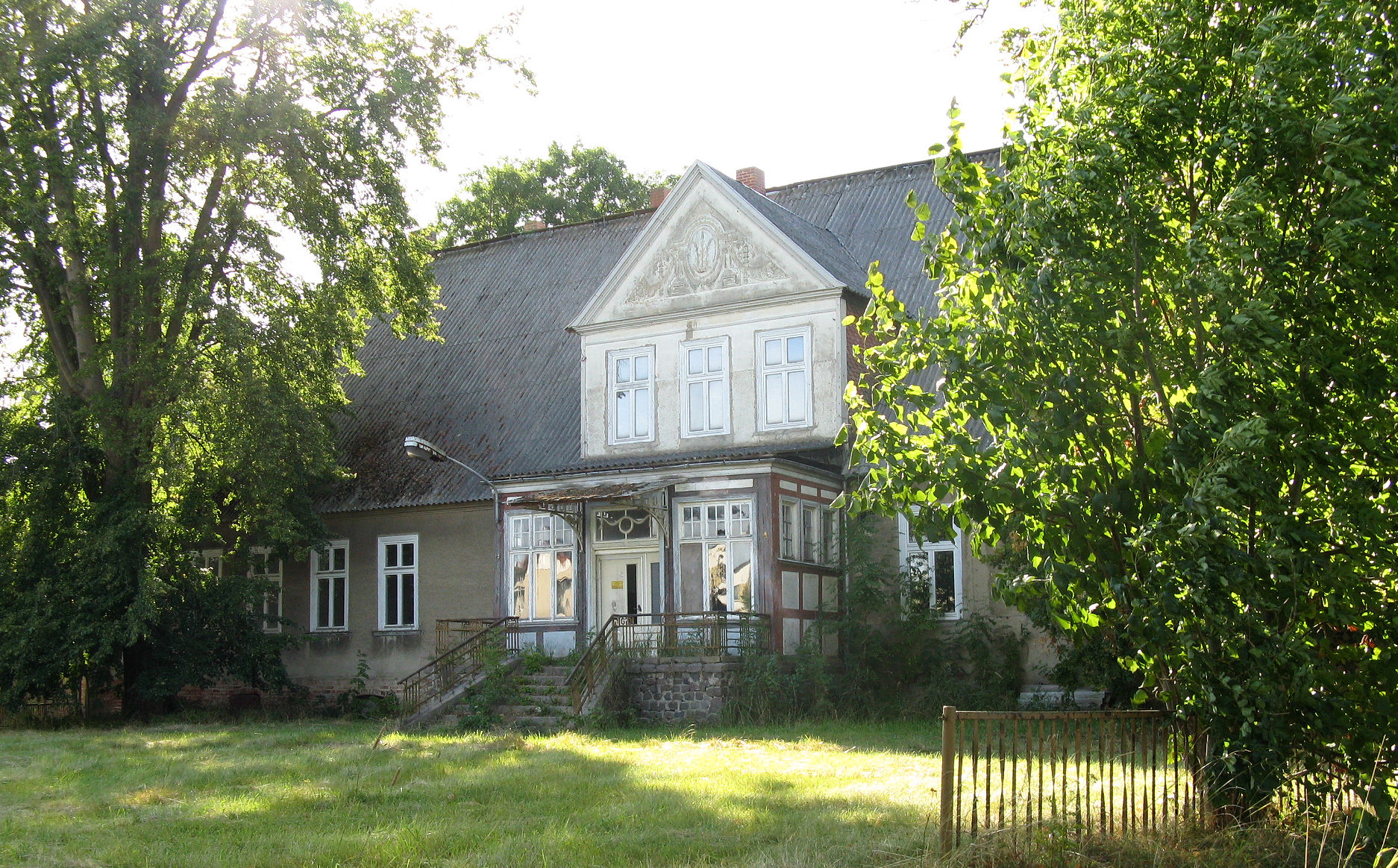
Gut Kargow
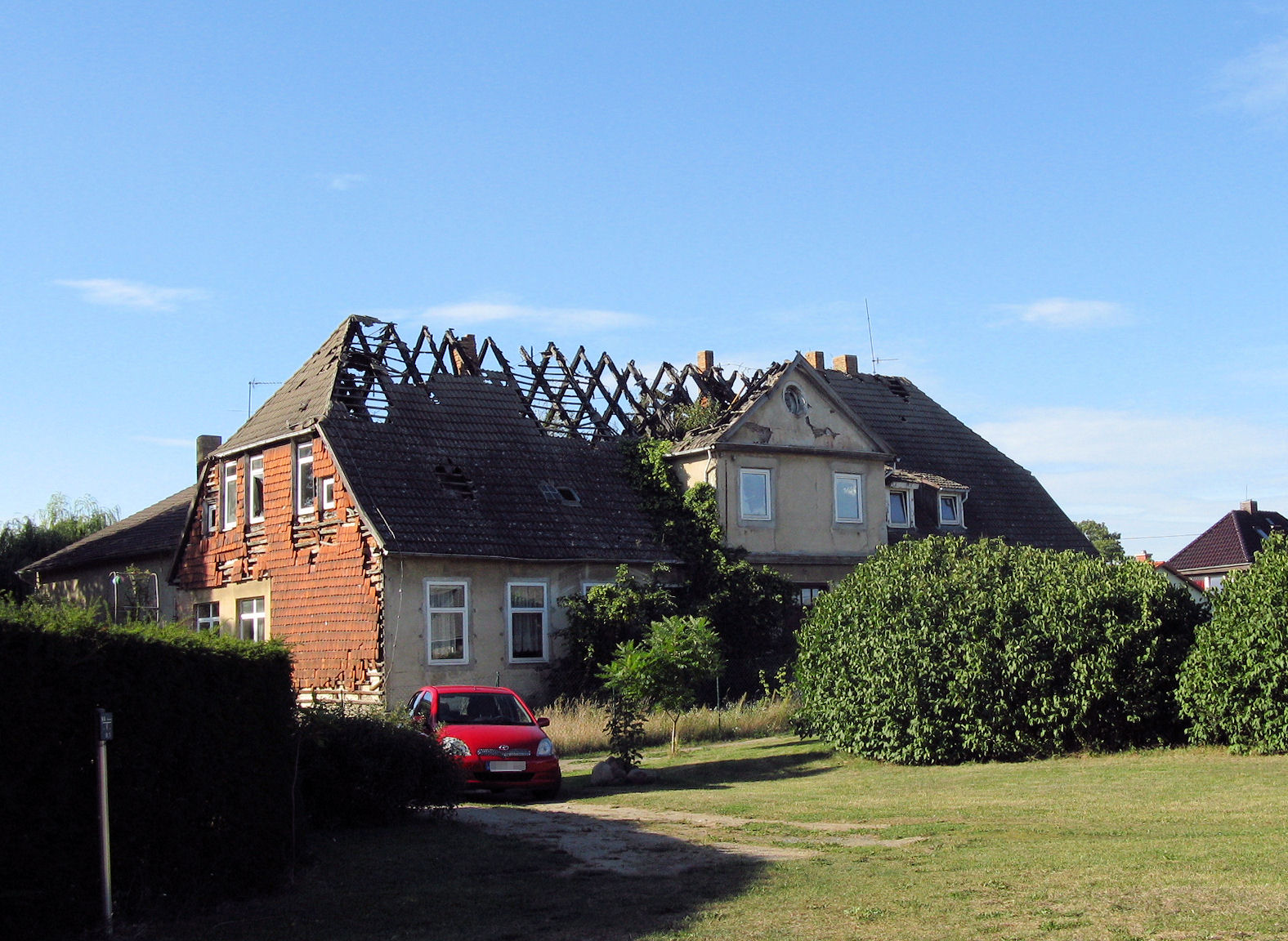
Gut Schwastorf (2009)
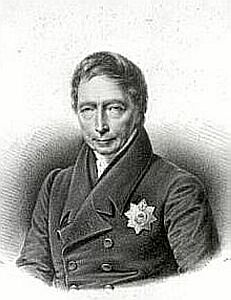
Friedrich Frhr. von Schuckmann (1755–1834), preußischer Innenminister
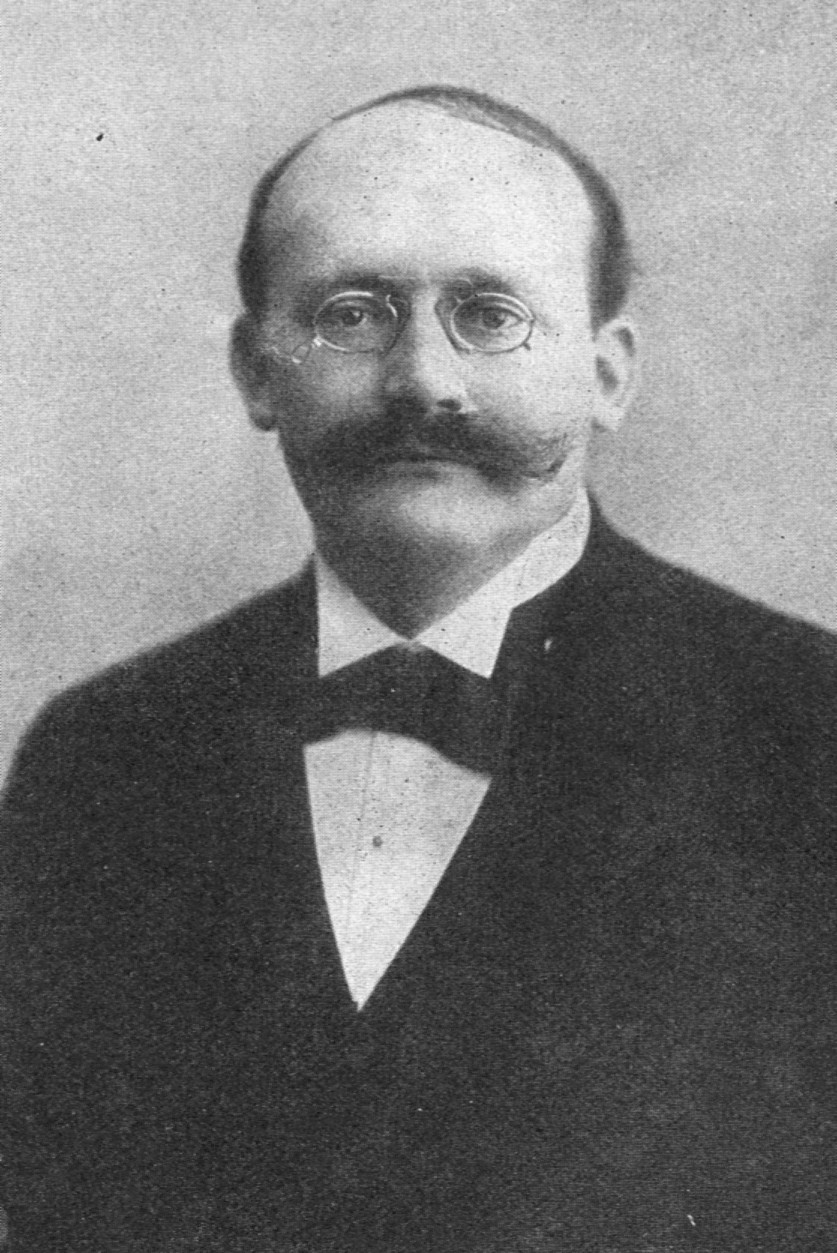
Bruno von Schuckmann (1857–1919), kaiserlicher Gouverneur von Deutsch-Südwestafrika
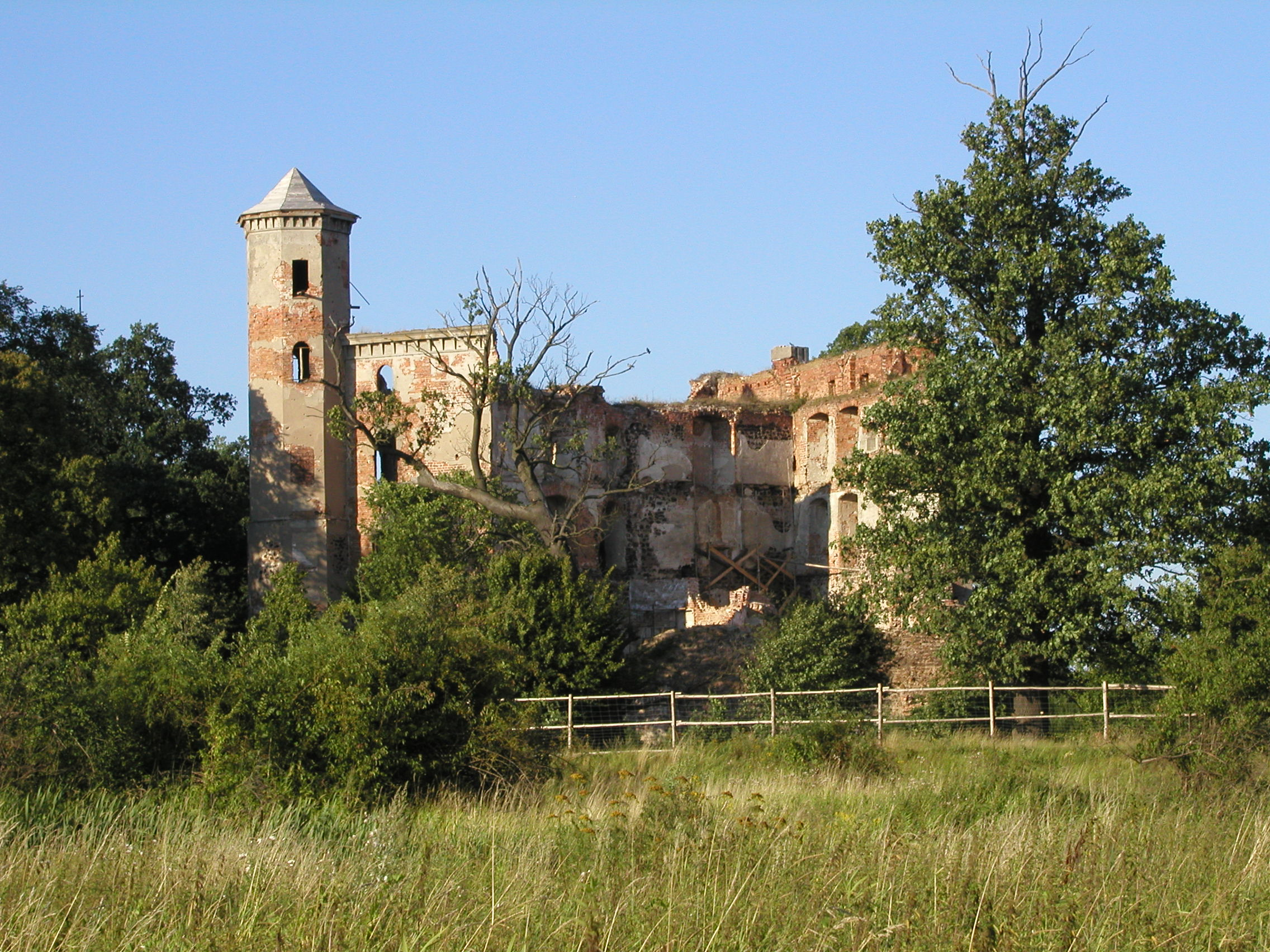
Ruine des Schlosses Auras in Niederschlesien

Den Vorsitz des v. Schuck`mannschen Familien-Verbandes hatte Anfang der 1920er Jahre der Gutsbesitzer und Ritterschaftsrat a. D. des Kur- und Neumärkisches Ritterschaftliches Kreditinstituts Ernst Wichard von Schuckmann-Raakow (1863–1926) inne.
Wappen
Vor der Nobilitation ist das Familien-Wappen von Schuckmann identisch mit den Wappen von: 1) Hugo Schuckmann, Senator und Ratsherr in Lübeck, 2) Georg Schuckmann, Pastor in Mariendrebber.
Die drei Kleeblätter wurden erst mit der Nobilitation hinzugefügt.
Bei der Erhöhung in den Reichsadelsstand des Heiligen Römischen Reiches am 7. April 1732 in Wien durch Adelsbrief von Kaiser Karl VI. für die Brüder Hermann Albrecht (Königl. Schwedischer Appellationsrath), Leonhard Heinrich (Herzogl. Holsteinischer Kapitän von Mölln) und Johann Friedrich Christof Schuckmann (Wirklicher Kanonikus des Stiftes Havelberg) hieß es, dass die Gebrüder nachfolgendes Adeliches Wappen führohin allezeit zu führen und zu gebrauchen gnädiglich gegönnet und erlaubet; … auf dem Schild stehet ein … Turniershelm, … darob ein … Bund oder Pausch, ober welchem zwischen zweyen außwärths gestellten abgestutzten schwartzen Ästen … abzunehmen seynd.
In dem Bewerbungsschreiben der drei Brüder um den Adel heißt es auszugsweise, dass sie „schon von altersher in Adelicher Würde gestanden“ haben. „Eine objektive Richtigkeit der Angabe vorausgesetzt, würde sie auch einen genealogischen Zusammenhang zwischen dem ritterlichen und bürgerlichen Wappen bedeuten.“
„Bei der Bildung des adligen Wappens (von 1732) hat das Heroldsamt in Wien das ihm offenkundig vorgelegene bisherige Wappen umgestaltet. Aus den Beilen im Schild und Zier wurden rote Fähnlein, der Mann wurde rot bekleidet und wieder in ein goldenes Feld gesetzt; an Stelle des Balkens in Rot trat ein unteres blaues Feld mit drei silbernen Kleen. Möglicherweise wurde die Dreizahl der dreiblättrigen Pflanze als Sinnbild der drei geadelten Brüder gewählt. Schließlich wurden die Äste der Helmzier beiderseits mit je drei gestümmelten Zweigen versehen.“

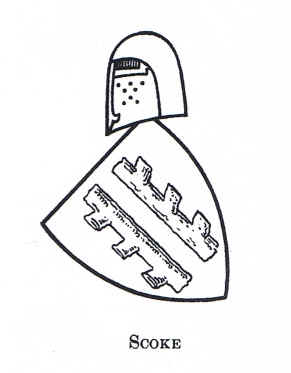
Scoke-Wappen aus 1347
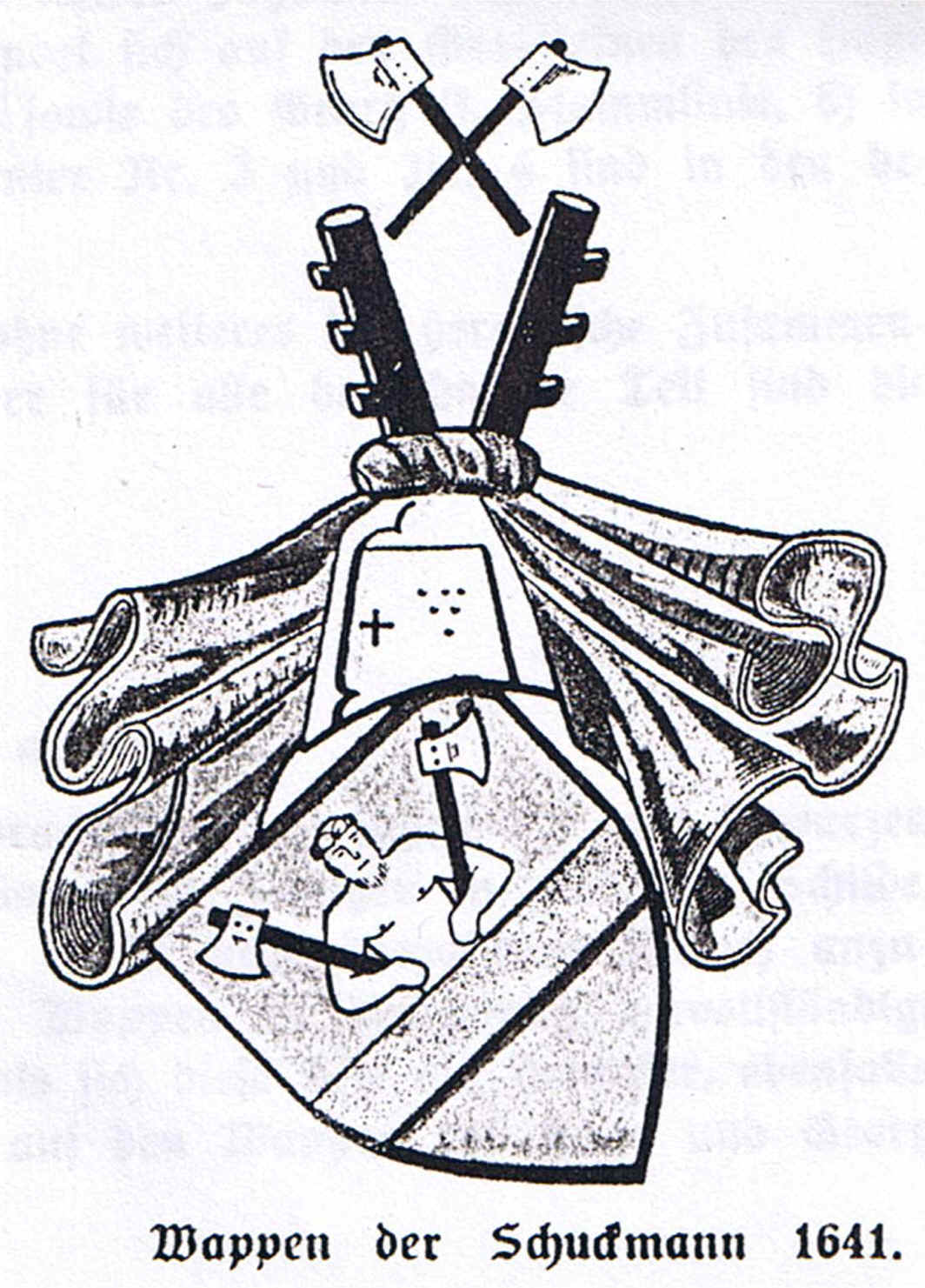
Schuckmann-Wappen aus 1641
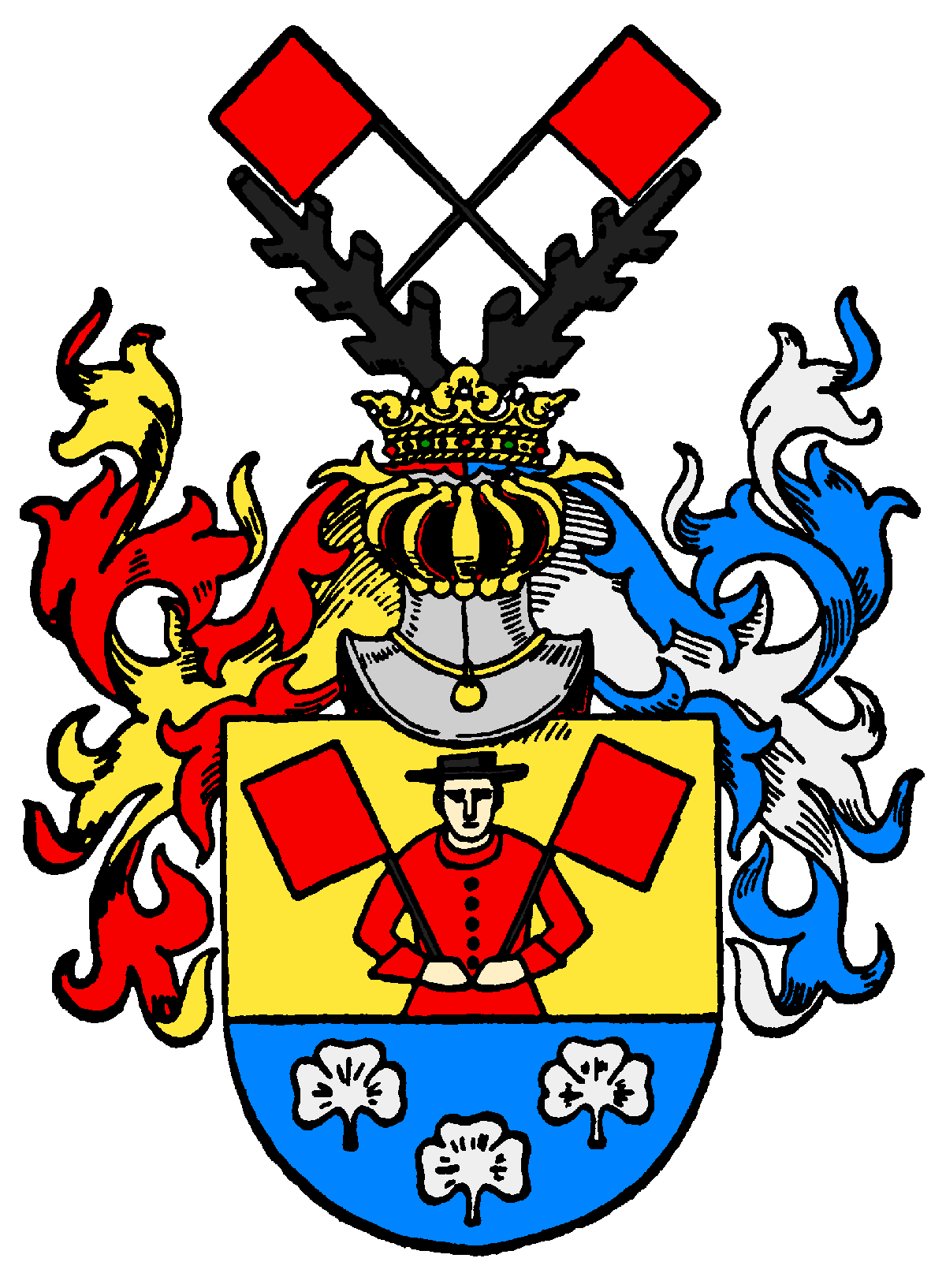
Adelswappen der von Schuckmann von 1732
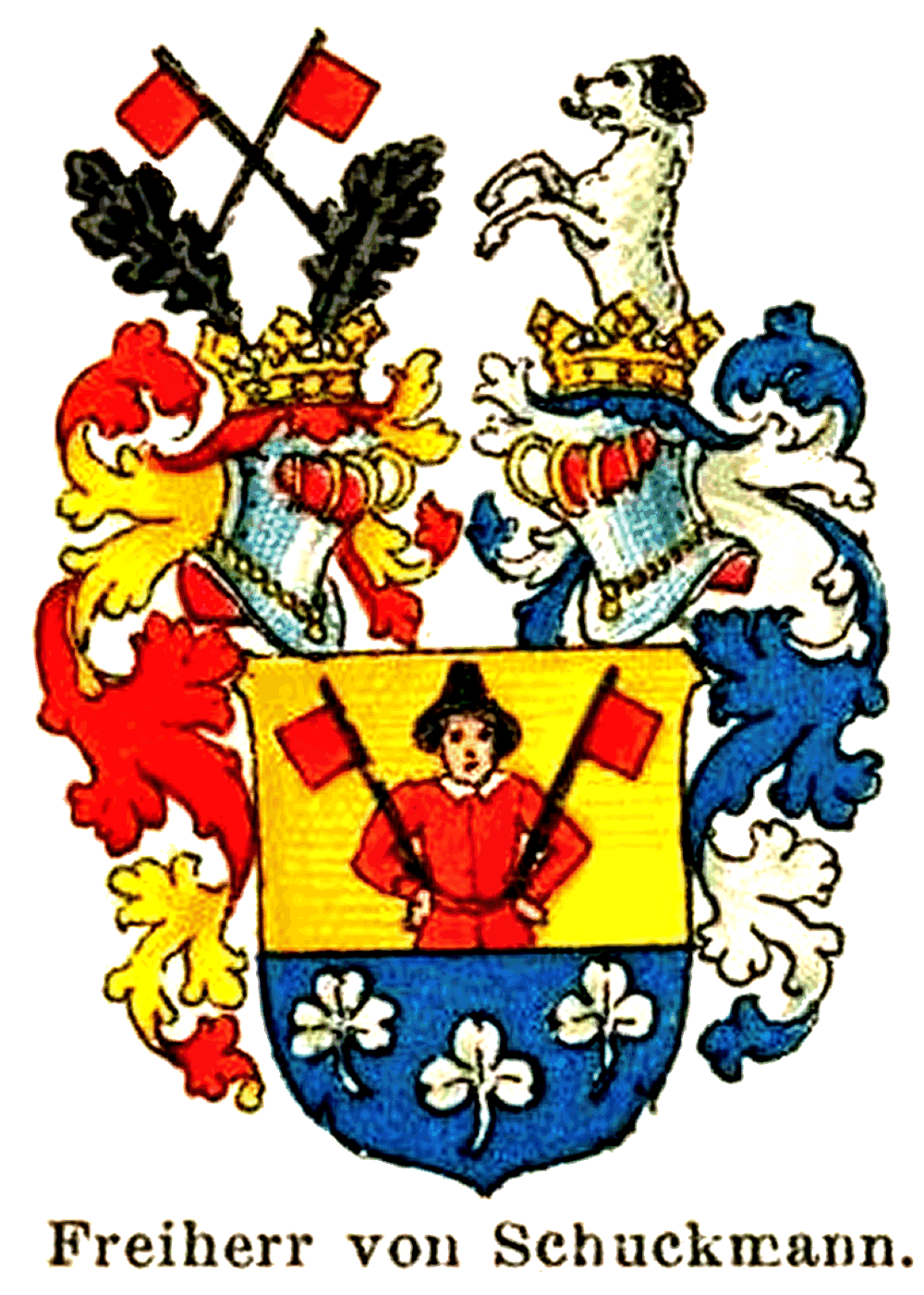
Wappen der Freiherrn von Schuckmann

Fazit: Die drei Wappen lassen evident einen heraldischen Zusammenhang erkennen. Angesichts der elementaren kongruenten Beschaffenheit – die Grund-Komponente: zwei markante schwarze Äste mit nach außen gerichteten gestümmelten Zweigen – muss man auch von einer genealogischen Konnexion ausgehen.

## Geschichtliches

### Abt Heinrich Schuckmann

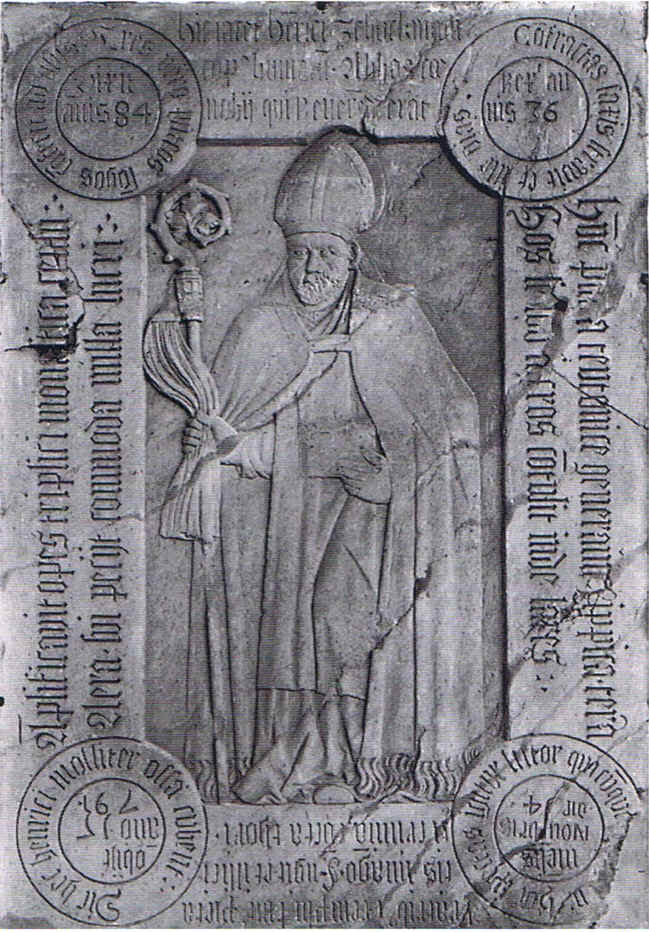
Grabplatte Abt Heinrich Schuckmann

- 1496: Das Bildnis vom Abt Heinrich Schuckmann (Henricus Schuckmann), * 1496 in Schuckenhof (heute Schuckenbaum, Leopoldshöhe), † 14. November 1579 im Kloster Groß Ammensleben bei Magdeburg, befindet sich auf dem mittleren Grabstein an der Chorsüdseite der Klosterkirche.

Die Klosterrollen von Groß Ammensleben beschreiben den Abt als:
Henricus de Bechterdissen (Hinrich von Bechterdissen), oder
Schuckmann Bilfeldensis, oder
Henricus Schuckmann de Bilveldia oder
Henricus Schuckmann de Schuckenhausen in comitatu Lippiensi.

„Schuckmann stammte nach seiner Leichenrede aus der Gegend von Lemgow (Schockmanns Hof) … und trat dann in Ammensleben ins Kloster, 20 Jahr alt (1516)“, gemäß Aufzeichnungen vom Kloster Groß Ammensleben.
Mehrere der ehemals in den Boden eingelassenen Grabsteine sind heute im Innenraum der Klosterkirche Ammensleben in der Wand des Chorraumes eingemauert. Der mittlere Grabstein an der Chorsüdseite dient dem Andenken an Abt Heinrich Schuckmann (von 1543–1579).
Die obere Inschrift lautet: „hic iacet henrici schuckmani corp. humani Abbas coe nobij qui Revered erat“.
Damit haben wir von ihm das älteste Bild eines Schuckmann.

### Mutieren in Lemgo
Schreibmutationen ab 1544 bei der Erwähnung folgender Bürger in Lemgo:
- Vor 1544: Henrich Schockman,
sein angenommener Sohn:
- 1569: Herman Schockman (1585: Schuckman),
sein Sohn:
- 1610/12: Cordt Schuckmann, Thorwächter und Pförtner,
sein Sohn:
- 1632: Jürgen Schuckmann (1635: Schupmann), Bote in der Kämmerei,
sein Sohn:
- 1660: David Schuckmann (1682: Schupmann),
sein Sohn:
- 1690: Johann Christoph Schuckmann (1702: Schupmann), Rentmeister im Baumseidenmacheramt,
sein Sohn:
- 1717: Johann Hermann Heinrich Schuckmann (1718: Schupmann), später Walkenmüller,
sein Sohn:
- 1757: Heinrich Anton Schuckmann (1732 bei der Geburt: Schupman), ⚭ in Berlin Charlotte Boulanger.
Alle seine 10 Kinder mutieren in der Folge von „Schuckmann“ zu „Schupmann (Schuppmann)“, und alle weiteren Nachkommen erleben dieselbe Namens-Permutation und -Versteinerung bis dato.[46]

Einen entsprechenden Verlauf gab es auch in anderen Stammlinien.
Zudem werden ab 1632 die Nachkommen von Herman Schockman (Schuckmann) in verschiedenen Handels-Kontrakten und bei bestimmten Zahlungsabwicklungen sowie beim Erwerb des Bürgerrechts in Lemgo wechselweise unterschiedlich „Schuckmann“, „Schückman“, „Schupmann“, „Schuppmann“ geschrieben.
Die zwischen den „Schockmann/Schuckmann“ aus Lemgo und den „Schuckmann“ aus Osnabrück angenommene Deszendenz resultiert aus der Tatsache, dass der spätere Professor an der Universität Rostock Heinrich Schuckmann, * 25. Juli 1582 in Osnabrück, ab 1597 im Alter von 15 Jahren in Lemgo die Schule besucht. Wahrscheinlich hat er im Hause des Hermann Schuckmann in Lemgo gewohnt, wovon eine Verwandtschaft abgeleitet werden kann.

### Schuppmann-Mutationen
- Exemplarisch ist zudem das Auftauchen des Familiennamens „Schuppmann (Schupmann, Schubmann)“ in alten Dokumenten mit Beginn des 16. Jahrhunderts. Beeindruckend hierbei ist primär das Mutieren der Namensvorkommen „Schockmann“ bzw. „Schuckmann“ zu „Schuppmann“ und reziprok:

1. 1511 Henricus Schockmann in Bad Kreuznach: als Prior im Schwarz-Kloster Kreuznach der Karmeliten erwähnt.[47] Ab 1527 in Bad Kreuznach: Bürgermeister Hen Schuckmann oder Schupmann (weitere nachfolgende Namensträger werden zwischen 1527 und 1791 unterschiedlich Schubmann, Schuchmann, Schuckmann, Schugmann, Schüppmann, Schupmann, Schuppmann, geschrieben).[48]
2. Ab 1535 in Wüsten (Bad Salzuflen) und Schötmar: Clauweß Schuckmann oder Schuppmann (auch hier wird im weiteren Verlauf partiell aus „Schuckmann“ „Schupmann“ gemacht; sogar eine Wüstener Hausinschrift weist darauf hin: Anno 1663 Ilsabein Schupmann).[49]
3. Ab 1634 in Enkirch: Hafner Johann Philipp Schuppmann (später werden die Namen unterschiedlich „Schupmann“ sowie „Schuppmann“ formuliert).[50]
4. Um 1643 in Sankt Goar: Meinhard Schuppmann (hier werden später die Namen unterschiedlich als „Schubmann“, „Schupmann“ sowie „Schuppmann“ verzeichnet).[51]
5. Ab 1665 in Vlotho: Wulff Schupman und Arend Schupman (wobei sich ursprünglich ab 1540 dort ansässige „Schockman“ befanden, ab 1576 als „Schuckmann“ schriftlich festgehalten und später als „Schupman“).[52]
6. Um 1670 im Raum Framersheim, Alzey: Hermann Schuppmann (spätere Namensträger auch als Schuckmann typisiert.).[53]
7. Ab 1681 in Fechingen: der spätere Schulmeister Johann Jacob Schuppmann (anfangs variieren in den Aufzeichnungen die Namensformen „Schopmann“/„Schubmann“ mit „Schuch-, Schuck-, Schug-mann“, 1691 findet sich in Bissersheim „Schuckmann“).[54]
8. Ab 1696 in Störmede: Wilhelm Arnold Schupmann (die unmittelbaren Vorfahren waren „Schopmann“, anfangs wechselseitig als Schopmann und Schupman zu Papier gebracht, vermutlich ursprünglich aus Paderborn stammend, wo Anfang 1500 Schuckmann lebten).[55]
9. Ab 1705 in Mülheim (Mosel), Landkreis Bernkastel-Wittlich: Georg Adolph Schubman (in der Folge „Schubmann“, „Schupmann“ und „Schuppmann“ geschrieben; originär von Enkirch stammend).[56]
10. Ab 1761 in Lage: Anne Sophie Christine Schupmans (spätere Nachkommen als „Schuckmann“ bezeichnet).[57]

## Bekannte Namensträger
- Ritter Hermann Scucke (Schucke) (4. Oktober 1258)
- Hamburger Ratsherr Nikolaus Schocke (um 1400)
- Heinrich Schuckmann (1582–1656), ord. Prof. der Rechte, Rektor der Universität Rostock
- Hermann Schuckmann (1616–1686), lutherischer Theologe, Hochschullehrer und Rektor der Universität Rostock
- Hugo Schuckmann (1611–1679), Ratsherr der Hansestadt Lübeck
- (Caspar) Friedrich von Schuckmann (1755–1834), preußischer Staatsminister (Innenminister) und Mitglied des Preußischen Staatsrates
- Henriette von Schuckmann (1769–1799)
- Wilhelm von Schuckmann (1785–1856), preußischer Generalmajor
- Ortsbürgermeister Schuckmann (1822–1831) und Friedrich Schuckmann (1902–1933)
- Hugo von Schuckmann (1848–1931), deutscher Vizeadmiral
- Ludwig Schupmann (1851–1920), Professor für Architektur
- Oskar von Schuckmann (1851–1920), deutscher Konteradmiral
- Bruno von Schuckmann (1857–1919), Diplomat, Gouverneur von Deutsch-Südwestafrika, Abgeordneter im Preußischen Abgeordnetenhaus
- Otto von Schuckmann-Rohrbeck (1824–1902), Ritterschaftsrat am Kur- und Neumärkisches Ritterschaftliches Kreditinstitut Berlin
- Otto von Schuckmann (1859–1926), deutscher Verwaltungsbeamter und Rittergutsbesitzer
- Julius Adolf Martin Schuppmann (1881–1917), Organist, Chordirigent, Komponist